# Paschasius Radbertus
Paschasius Radbertus, auch Ratpert oder Ratbert von Corbie genannt, (* um 785; † um 865) war ein fränkischer Benediktinermönch, Abt von Corbie und Verfasser zahlreicher theologischer Schriften, Biographien, Briefe und Gedichte. Radbert gilt als einer der gelehrtesten westfränkischen Autoren seiner Zeit. Er ist Heiliger der katholischen Kirche, sein Gedenktag ist der 26. April.

## Leben

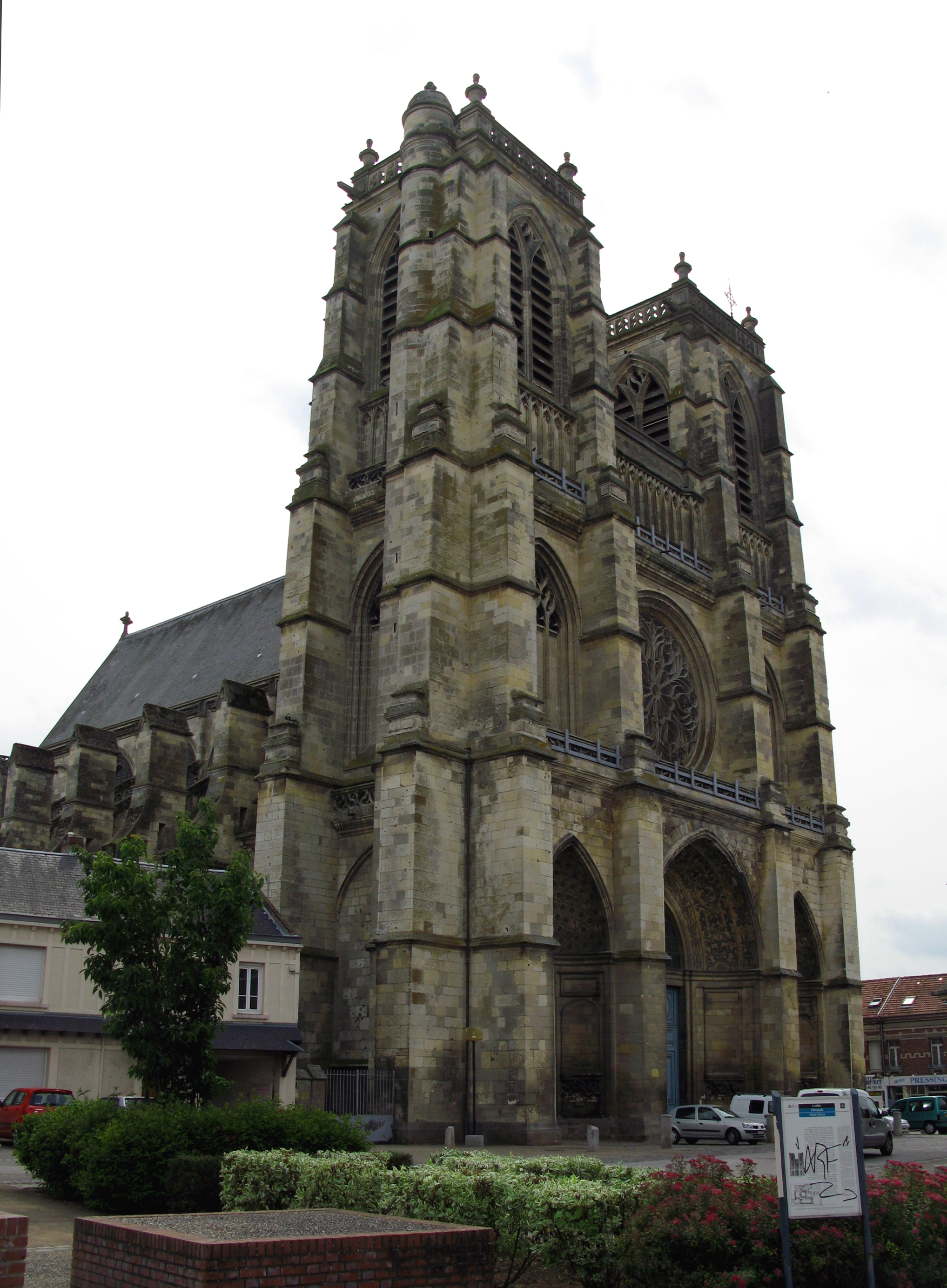
Abteikirche von Corbie

Die Nachrichten über sein Leben sind spärlich. Sie finden sich in Andeutungen in seinen eigenen Werken verstreut, sowie in einem Lobgedicht seines Schülers, des Bischofs Engelmodus von Soissons. Eine Vita aus dem 12. oder 13. Jahrhundert ist von geringem historischen Wert.
Paschasius („der Österliche“) wurde als Waisenkind im Nonnenkloster von Soissons aufgezogen. Um das Jahr 812 trat er in das Kloster Corbie ein. Mit den Äbten Adalhard und Wala war er freundschaftlich verbunden und verfasste ihre Viten. 843/844 wurde er selber Abt von Corbie, trat jedoch um 851 von seinem Amt zurück und zog sich in die Abtei Saint-Riquier zurück.
Nach neueren Forschungen (Klaus Zechiel-Eckes) könnte Paschasius Radbertus einer der Verfasser der Pseudoisidorischen Dekretalen sein.

## Werk (Auszüge)
- De corpore et sanguine Domini: Sein Hauptwerk über die Eucharistie, in der er die Transsubstantiationslehre vertritt. Dieses Werk fand große Beachtung, aber auch Ablehnung, so durch Rabanus Maurus, Gottschalk von Orbais und vor allem Ratramnus von Corbie, der eine Schrift mit gleichem Namen, aber gegensätzlichem Standpunkt herausgab.
- De partu Virginis: Ein Werk über die Jungfrauengeburt, in der er die Unverletzlichkeit der Jungfräulichkeit Marias während des Geburtsvorgangs (virginitas in partu) betont.
- Kommentare zu zahlreichen Bibelstellen, so zum Matthäusevangelium, den Klageliedern Jeremias und zum Psalm 45
- Vita S. Adalhardi abbatis Corbeiensis. Auszüge in: Georg Heinrich Pertz u. a. (Hrsg.): Scriptores (in Folio) 2: Scriptores rerum Sangallensium. Annales, chronica et historiae aevi Carolini. Hannover 1829, S. 524–532 (Monumenta Germaniae Historica, Digitalisat)
- Vita Walae abbatis Corbeiensis. Auszüge in: Georg Heinrich Pertz u. a. (Hrsg.): Scriptores (in Folio) 2: Scriptores rerum Sangallensium. Annales, chronica et historiae aevi Carolini. Hannover 1829, S. 533–569 (Monumenta Germaniae Historica, Digitalisat)
- Briefe. In: Epistolae (in Quart) 6: Epistolae Karolini aevi (IV). Herausgegeben von Ernst Dümmler, Ernst Perels u. a. Berlin 1925, S. 132–149 (Monumenta Germaniae Historica, Digitalisat)
- Gedichte. In: Poetae Latini medii aevi 3: Poetae Latini aevi Carolini (III). Herausgegeben von Ludwig Traube. Berlin 1886, S. 38–53 (Monumenta Germaniae Historica, Digitalisat)
- Gesamtausgabe: Sancti Paschasii Radberti ... Opera Omnia, Primary Source Edition (englisch), nach  Jacques-Paul Migne Patrologia Latina,  Nabu Press 2014, ISBN 1293576271